# Saxicolinae
Saxicolinae es una subfamilia de aves paseriformes perteneciente a la familia Muscicapidae. Anteriormente sus miembros se clasificaban en la familia Turdidae.

## Filogenia
La subfamilia en la actualidad se compone de los siguientes géneros:
- Heinrichia
- Leonardina
- Vauriella
- Larvivora
- Brachypteryx
- Irania
- Hodgsonius
- Cyanecula
- Luscinia
- Calliope
- Myiomela
- Tarsiger
- Heteroxenicus
- Enicurus
- Cinclidium
- Myophonus
- Ficedula
- Phoenicurus
- Monticola
- Saxicola
- Campicoloides
- Emarginata
- Pinarochroa
- Thamnolaea
- Myrmecocichla
- Oenanthe